# Central Karoo
Central Karoo – dystrykt w Republice Południowej Afryki, w Prowincji Przylądkowej Zachodniej. Siedzibą administracyjną dystryktu jest Beaufort West.
Dystrykt dzieli się na gminy:
- Laingsburg
- Prince Albert
- Beaufort West